# Фабри, Стефано (младший)
Сте́фано Фа́бри (итал. Stefano Fabri; около 1606, Рим — 27 августа 1658, Рим) — итальянский композитор, капельмейстер.

## Биография
Родился в семье композитора и капельмейстера Стефано Фабри (1560—1609), у которого получил первые уроки музыки.
Ученик Джованни Бернардино Нанини.
С 1638 по 1639 год был руководителем капеллы в французской церкви в Риме, затем до 1644 года — в Сан-Джованни-деи-Фиорентини, с 1657 — базилики Санта-Мария-Маджоре.
До 1657 г. некоторое время — в Сан-Луиджи-деи-Франчези. Позже был руководителем капеллы в папской базилики Святого Петра в Ватикане.,

## Творчество
При жизни опубликовал около двадцати музыкальных сочинений. Автор 2—5-гласных мотетов (1650) и 5-гласных Salmi concertati (1660).